# 居昌愼氏
居昌愼氏（コチャンシンし、거창신씨）は、朝鮮の氏族の一つ。本貫は慶尚南道居昌郡である。2015年の調査では、51,153人である。
始祖は、中国宋の開封人で高麗文宗代に高麗に帰化した愼修である。
居昌愼氏側は姓の漢字を「愼」ではなく「慎」と書く。

## 行列字
| ○世孫  | 26        | 27        | 28        | 29        | 30        | 31        | 32        | 33        |
| ------ | --------- | --------- | --------- | --------- | --------- | --------- | --------- | --------- |
| 行列字 | 필○（必） | ○구（九） | 병○（炳） | ○종（宗） | ○성（晟） | ○범（範） | 용○（鏞） | ○재（縡） |
| ○世孫  | 34        | 35        | 36        | 37        | 38        | 39        | 40        | 41        |
| 行列字 | 중○（重） | ○규（揆） | ○택（澤） | 상○（相） | ○환（煥） | 기○（基） | ○호（鎬） | 영○（泳） |
| ○世孫  | 42        | 43        | 44        | 45        | 46        | 47        | 48        | 49        |
| 行列字 | ○근（根） | 연○（然） | ○규（圭） | 현○（鉉） | ○원（源） | 동○（東） | ○영（榮） | 재○（載） |

## 集姓村
- 京畿道楊平郡西宗面西厚里
- 京畿道坡州市金村邑金陵里
- 慶尚南道居昌郡渭川面大亭里
- 全羅南道霊岩郡徳津面老松里
- 全羅北道鎮安郡白雲面芦村里[4]